# 帆骨盆龍屬
帆骨盆龍屬（屬名：Pteropelyx）是鴨嘴龍科恐龍的一個疑名，化石發現於蒙大拿州的朱迪斯河組，年代為坎帕阶，由愛德華·德林克·科普（Edward Drinker Cope）在1889年所命名。模式種是P. grallipes。
在分類歷史中，有數個種被歸類於帆骨盆龍，但全部都是根據破碎的化石，沒有足夠證據可支持這些歸類。大部分的種可能屬於其他著名鴨嘴龍類，例如賴氏龍、格理芬龍。帆骨盆龍的模式標本是一個缺乏頭顱骨的骨骸，可能來自於冠龍，使得帆骨盆龍成為首同物異名，但該標本缺乏頭顱骨，所以不能確定帆骨盆龍是否為異名。